# Potamogeton iriomotensis
Potamogeton iriomotensis là một loài thực vật có hoa trong họ Potamogetonaceae. Loài này được Masam. miêu tả khoa học đầu tiên năm 1934.